# Sthenelais mitsuii
Sthenelais mitsuii är en ringmaskart som först beskrevs av Toru Okuda 1938.  Sthenelais mitsuii ingår i släktet Sthenelais och familjen Sigalionidae. Inga underarter finns listade i Catalogue of Life.